# ساتو ماكلا نوميلا
ساتو ماكـِـلا نومـّـيلا (Satu Mäkelä-Nummela؛ أوريماتيلا، 26 أكتوبر 1970) رياضية رماية فنلندية. أحرزت القلادة الذهبية في منافسات التراب للسيدات في دورة الألعاب الأولمبية الصيفية لعام 2008. وقد فازت أيضا ميدالية برونزية في منافسات التراب للسيدات في عامي 1995 و 2009 في بطولة العالم للرماية.

## روابط خارجية
- ساتو ماكلا نوميلا على موقع الاتحاد الدولي (الإنجليزية)
- ساتو ماكلا نوميلا على موقع اللجنة الأولمبية الدولية (الإنجليزية)
- ساتو ماكلا نوميلا على موقع أوليمبيديا (الإنجليزية)